# Сопотниця (притока Грону)
Сопотниця (словац. Sopotnica) — річка в Словаччині; права притока Грону довжиною 12.6 км. Протікає в окрузі Банська Бистриця.
Витікає в масиві Низькі Татри на висоті 1568 метрів; площа водозбору 24,2 км². Протікає територією села Брусно. Серед приток — Сопотничка.
Впадає у Грон на висоті 411 метрів.